# Boks na Letnich Igrzyskach Olimpijskich 1956
Boks na Letnich Igrzyskach Olimpijskich 1956 w Melbourne trwał w dniach 23 listopada do 1 grudnia. W zawodach udział wzięli tylko mężczyźni (161 pięściarzy) z 34 państw. W tabeli medalowej tryumfowali pięściarze ze Związku Radzieckiego.

## Medaliści[2]
| Konkurencja                    | Złoty                | Srebrny         | Brązowy             | Brązowy                |
| waga musza (51 kg)             | Terence Spinks       | Mircea Dobrescu | John Caldwell       | René Libeer            |
| waga kogucia (54 kg)           | Wolfgang Behrendt    | Song Soon-chun  | Frederick Gilroy    | Claudio Barrientos     |
| waga piórkowa (57 kg)          | Władimir Safronow    | Thomas Nicholls | Henryk Niedźwiedzki | Pentti Hämäläinen      |
| waga lekka (60 kg)             | Richard McTaggart    | Harry Kurschat  | Anthony Byrne       | Anatolij Łagietko      |
| waga lekkopółśrednia (63,5 kg) | Wladimir Jengibarian | Franco Nenci    | Henry Loubscher     | Constantin Dumitrescu  |
| waga półśrednia (67 kg)        | Nicolae Linca        | Frederick Tiedt | Kevin Hogarth       | Nicholas Gargano       |
| waga lekkośrednia (71 kg)      | László Papp          | José Torres     | John McCormack      | Zbigniew Pietrzykowski |
| waga średnia (75 kg)           | Giennadij Szatkow    | Ramón Tapia     | Gilbert Chapron     | Víctor Zalazar         |
| waga półciężka (81 kg)         | James Felton Boyd    | Gheorghe Negrea | Romualdas Murauskas | Carlos Lucas           |
| waga ciężka (>81 kg)           | Pete Rademacher      | Lew Muchin      | Daniel Bekker       | Giacomo Bozzano        |

## Tabela medalowa
| Poz. | Państwo           |   |   |   | Łącznie |
| ---- | ----------------- | - | - | - | ------- |
| 1    | ZSRR              | 3 | 1 | 2 | 6       |
| 2    | Wielka Brytania   | 2 | 1 | 2 | 5       |
| 3    | Stany Zjednoczone | 2 | 1 | 0 | 3       |
| 4    | Rumunia           | 1 | 2 | 1 | 4       |
| 5    | Niemcy            | 1 | 1 | 0 | 2       |
| 6    | Węgry             | 1 | 0 | 0 | 1       |
| 7    | Irlandia          | 0 | 1 | 3 | 4       |
| 8    | Chile             | 0 | 1 | 2 | 3       |
| 9    | Włochy            | 0 | 1 | 1 | 2       |
| 10   | Korea Południowa  | 0 | 1 | 0 | 1       |
| 11   | Francja           | 0 | 0 | 2 | 2       |
| 11   | Polska            | 0 | 0 | 2 | 2       |
| 11   | Południowa Afryka | 0 | 0 | 2 | 2       |
| 14   | Argentyna         | 0 | 0 | 1 | 1       |
| 14   | Australia         | 0 | 0 | 1 | 1       |
| 14   | Finlandia         | 0 | 0 | 1 | 1       |

## Polscy reprezentanci
- Waga musza – Henryk Kukier, odpadł w eliminacjach
- Waga kogucia – Zenon Stefaniuk, odpadł w eliminacjach
- Waga piórkowa – Henryk Niedźwiedzki, 3. miejsce – brązowy medal
- Waga lekka – Zygmunt Milewski, odpadł w ćwierćfinale
- Waga lekkopółśrednia – Leszek Drogosz, odpadł w eliminacjach
- Waga półśrednia – Tadeusz Walasek, odpadł w eliminacjach
- Waga lekkośrednia – Zbigniew Pietrzykowski, 3. miejsce – brązowy medal
- Waga średnia – Zbigniew Piórkowski, odpadł w eliminacjach
- Waga półciężka – Andrzej Wojciechowski, odpadł w ćwierćfinale